# Emil Haentzschel

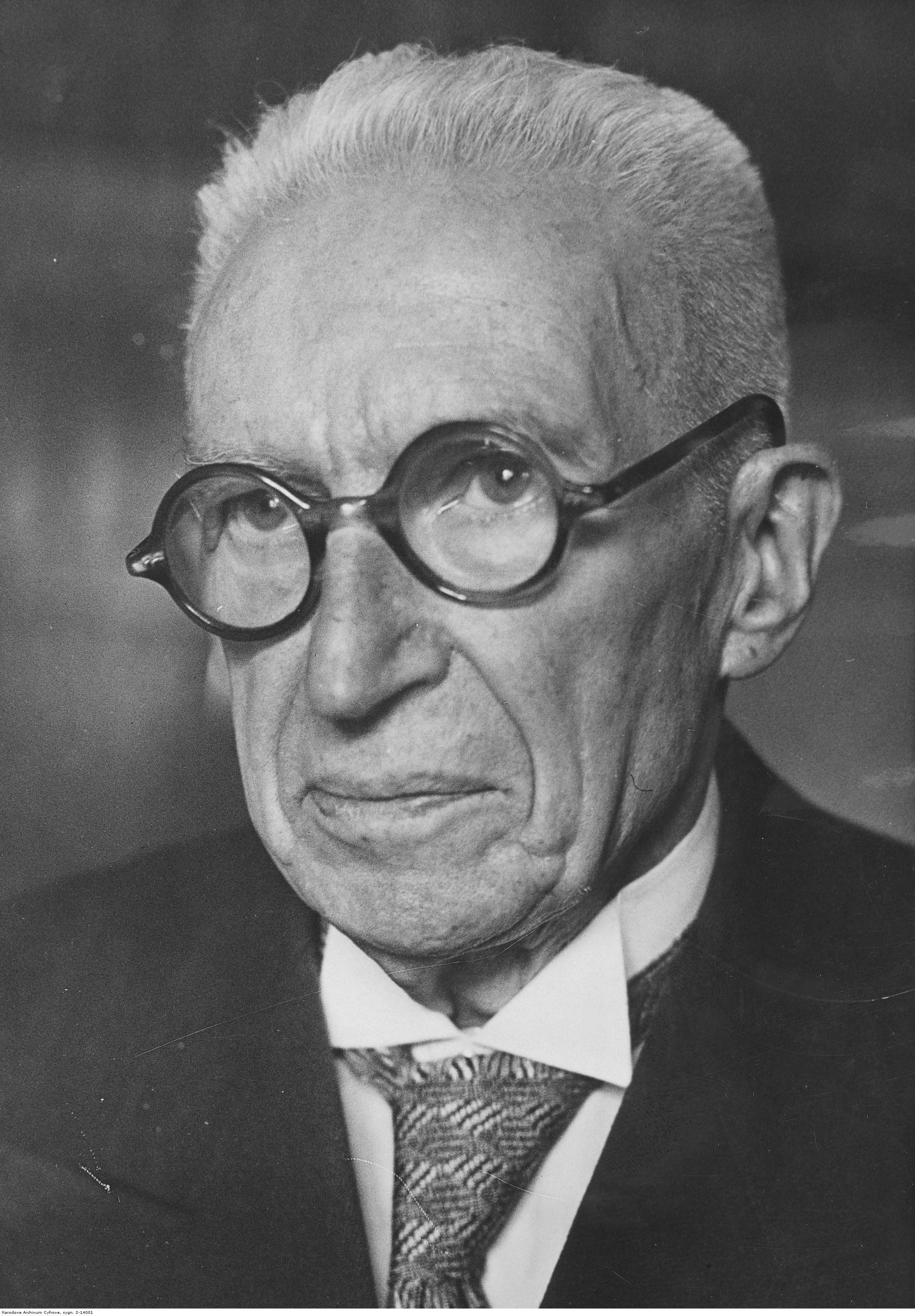
Emil Haentzschel, 1943

Emil Esaias Rudolf Haentzschel (* 20. November 1858 in Berlin; † 6. Januar 1948 in Bad Salzschlirf) war ein deutscher Mathematiker.

## Leben
Emil Haentzschel studierte von 1876 bis 1880 Mathematik an der Universität in Berlin. 1883 wurde er in Jena promoviert. Ab 1884 war er als Gymnasiallehrer in Duisburg tätig, kehrte 1887 in seine Heimatstadt zurück und arbeitete ab 1896 als Mathematiklehrer am Köllnischen Gymnasium, das er auch von 1921 bis 1924 leitete. An der Königlichen Technischen Hochschule zu Berlin lehrte er ab 1893 als Privatdozent und wurde 1902 zum Professor für Mathematik und mathematische Physik ernannt.
Am 30. November 1906 wurde Emil Haentzschel unter der Matrikel-Nr. 3229 als Mitglied in die Kaiserliche Leopoldinisch-Carolinische Deutsche Akademie der Naturforscher aufgenommen.
Er war Mitglied der Deutschen Physikalischen Gesellschaft sowie der Berliner Freimaurerloge Zum flammenden Stern.
Der Jurist Kurt Häntzschel (1889–1941) war sein Sohn.

## Schriften
- Ueber die Reduktion der Gleichung [delta]²V/[delta]x² + [delta]²V/[delta]Y² + [delta]²V/[delta]z² = 0 auf gewöhnliche Differentialgleichungen. Ein Beitrag zur Theorie der Lamé'schen Funktionen 2. Ordnung. Inaugural-Dissertation, Schade, Jena 1883
- Studien über die Reduction der Potentialgleichung auf gewöhnliche Differentialgleichungen. Reimer, Berlin 1893 (Digitalisat)
- Das Erdsphäroid und seine Abbildung. Teubner, Leipzig 1903 (Digitalisat)
- Über ein orthogonales System von bizirkularen Kurven vierter Ordnung. Weidmann, Berlin 1908 (Digitalisat)